# Solent Thrashers 2018
Questa voce raccoglie le informazioni riguardanti i Solent Thrashers nelle competizioni ufficiali della stagione 2018.

## BAFA NL Division One 2018

### Stagione regolare
| 15 aprile 2018 1ª giornata | Oxford Saints | 17 – 29 | Solent Thrashers |  |

| 13 maggio 2018 5ª giornata | Solent Thrashers | 50 – 3 | Bristol Apache |  |

| 20 maggio 2018 6ª giornata | Solent Thrashers | 25 – 13 | Oxford Saints |  |

| 3 giugno 2018 7ª giornata | Solent Thrashers | 25 – 7 | Berkshire Renegades |  |

| 10 giugno 2018 8ª giornata | Solent Thrashers | 20 – 9 | Sussex Thunder |  |

| 24 giugno 2018 10ª giornata | Ouse Valley Eagles | 0 – 20 | Solent Thrashers |  |

| 1º luglio 2018 11ª giornata | Sussex Thunder | 14 – 17 | Solent Thrashers |  |

| 8 luglio 2018 12ª giornata | Berkshire Renegades | 45 – 34 | Solent Thrashers |  |

| 15 luglio 2018 13ª giornata | Solent Thrashers | 63 – 7 | Ouse Valley Eagles |  |

| 22 luglio 2018 14ª giornata | Bristol Apache | 0 – 55 | Solent Thrashers |  |

### Playoff
| 19 agosto 2018 Quarti di finale | Solent Thrashers | 43 – 12 | London Hornets |  |

| 26 agosto 2018 Semifinale | Solent Thrashers | 6 – 10 | Kent Exiles |  |

## Statistiche di squadra
| Competizione      | %Vittorie | In casa | In casa | In casa | In casa | In casa | In casa | In trasferta | In trasferta | In trasferta | In trasferta | In trasferta | In trasferta | Totale | Totale | Totale | Totale | Totale | Totale |
| Competizione      | %Vittorie | G       | V       | N       | P       | Pf      | Ps      | G            | V            | N            | P            | Pf           | Ps           | G      | V      | N      | P      | Pf     | Ps     |
| ----------------- | --------- | ------- | ------- | ------- | ------- | ------- | ------- | ------------ | ------------ | ------------ | ------------ | ------------ | ------------ | ------ | ------ | ------ | ------ | ------ | ------ |
| Stagione regolare | .900      | 5       | 5       | 0       | 0       | 183     | 39      | 5            | 4            | 0            | 1            | 155          | 76           | 10     | 9      | 0      | 1      | 338    | 115    |
| Playoff           | .500      | 2       | 1       | 0       | 1       | 49      | 22      | 0            | 0            | 0            | 0            | 0            | 0            | 2      | 1      | 0      | 1      | 49     | 22     |
| Totale            | .833      | 7       | 6       | 0       | 1       | 232     | 61      | 5            | 4            | 0            | 1            | 155          | 76           | 12     | 10     | 0      | 2      | 387    | 137    |